# (34131) 2000 QY3
2000 QY3 (asteroide 34131) é um asteroide da cintura principal. Possui uma excentricidade de 0.06355830 e uma inclinação de 6.06577º.
Este asteroide foi descoberto no dia 24 de agosto de 2000 por LINEAR em Socorro.